# ナン・ブリットン
ナナ・ポファム・ブリットン（Nanna Popham Britton, 1896年11月9日 - 1991年3月21日）は、アメリカ合衆国の秘書である。第29代アメリカ合衆国大統領のウォレン・G・ハーディングの愛人であり、大統領に選出される1年前の上院議員時代に彼との娘のエリザベスを産んだことを明らかにした。彼女の主張は生前のあいだは疑問視されていたが、死後の2015年にDNA鑑定により事実が証明された。

## ハーディングとの関係
ナナの父のサミュエル・H・ブリットン（Samuel H. Britton）が娘の自制できない恋心をハーディングに相談すると、ハーディングは彼女と面会していつか理想の男性に出会えるだろうと話した。ハーディングはこの時点で既婚であり、地元百貨店経営者のジェームズ・フィリップスの妻のキャリー・フルトン・フィリップスと不倫関係にあった。一方1914年に高校を卒業したブリットンはニューヨークへ渡り、秘書としてのキャリアをスタートさせたが、彼女はハーディングとの親密な関係も始まったと主張している。
ハーディングの死後、ブリットンは暴露本を書き上げた。1927年に出版されたこの『The President's Daughter』では大統領在任中のハーディングの愛人としての生活が語られ、娘のエリザベス・アン（1919年-2005年）の父親がハーディングであると主張された。またホワイトハウスの大統領執務室のコート・クローゼットで性行為に及んだことが書かれている。
ブリットンによるとハーディングは娘の養育を約束していたが、1923年にハーディングが急死すると妻のフローレンスはその義務を果たさなかったとされる。ブリットンは本を書いたのは娘の養育費を稼ぎ、非嫡出子の権利を擁護するためであると主張した。彼女は訴訟を起こしたが、具体的な証拠を提示できず、さらに反対尋問で下院議員のグラント・E・から攻撃されたこともあって敗訴した。
1964年、ハーディングがキャリー・フルトン・フィリップスに宛てた250通以上のラブレターが発見されたことでブリットンの主張はさらに裏付けられた。ジャーナリストのR・W・アップル・ジュニアは長く隠居生活を送っていたブリットンを発見したが、インタビューは断られていた。当時彼女はシカゴ周辺に住んでいた。この当時でも、一世代以上経ったにもかかわらず、彼女の娘や孫たちは憎悪に満ちた懐疑論者たちから脅迫やその他の不要な注目を浴びることがあり、大統領選挙の時にはその傾向は強まったという。
1980年代にブリットンとその家族たちはオレゴン州に移り住み、2015年時点でも3人の孫たちが居住している。1991年にブリットンはオレゴン州サンディで亡くなった。彼女の死から24年後の2015年、Ancestry.comがハーディングの兄弟とブリットンの孫のDNA鑑定を行った結果、エリザベスがハーディングの娘であることが証明された。